# Detroit (Oregon)
Detroit is een plaats (city) in de Amerikaanse staat Oregon, en valt bestuurlijk gezien onder Marion County.

## Demografie
Bij de volkstelling in 2000 werd het aantal inwoners vastgesteld op 262. In 2006 is het aantal inwoners door het United States Census Bureau geschat op 270, een stijging van 8 (3,1%).

## Geografie
Volgens het United States Census Bureau beslaat de plaats een oppervlakte van 2,2 km², waarvan 1,4 km² land en 0,8 km² water. Detroit ligt op ongeveer 123 m boven zeeniveau.

## Plaatsen in de nabije omgeving
De onderstaande figuur toont nabijgelegen plaatsen in een straal van 36 km rond Detroit.